# تروور هاوارد
تروور هاوارد (انگلیسی: Trevor Howard؛ زاده ۲۹ سپتامبر ۱۹۱۳ – درگذشته ۷ ژانویهٔ ۱۹۸۸) بازیگر اهل انگلستان بود.

## گزیده فیلمشناسی
از فیلم‌ها یا برنامه‌های تلویزیونی که وی در آن نقش داشته‌است، می‌توان به سال‌های خوش گذشته، گاندی، سوپرمن، مرد سوم، لودویک، نبرد بریتانیا، تماس کوتاه، دختر رایان، ماری، ملکه اسکاتلند، کنت مونت کریستو، شمشیر شجاعت، بلای سفید، سپیده‌دم و قطار سریع‌السیر فون راین اشاره کرد.